# Râul Cocoșul, Șușița
Râul Cocoșul este un curs de apă, afluent al râului Șușița. 